# Lubaczów (gemeente)
De gemeente Lubaczów is een landgemeente in het Poolse woiwodschap Subkarpaten, in powiat Lubaczowski. Sąsiaduje z Ukrainą.
De zetel van de gemeente is in Lubaczów.
Największymi wsiami gminy Lubaczów są Lisie Jamy en Basznia Dolna.
Op 30 juni 2004 telde de gemeente 9155 inwoners.

## Oppervlakte gegevens
In 2002 bedroeg de totale oppervlakte van gemeente Lubaczów 202,86 km², waarvan:
- agrarisch gebied: 57%
- bossen: 35%

De gemeente beslaat 15,5% van de totale oppervlakte van de powiat.

## Demografie
Stand op 30 juni 2004:
| Omschrijving                   | Totaal | Totaal | Vrouwen | Vrouwen | Mannen | Mannen |
| ------------------------------ | ------ | ------ | ------- | ------- | ------ | ------ |
| eenheid                        | aantal | %      | aantal  | %       | aantal | %      |
| inwoners                       | 9155   | 100    | 4530    | 49,5    | 4625   | 50,5   |
| bevolkingsdichtheid (inw./km²) | 45,1   | 45,1   | 22,3    | 22,3    | 22,8   | 22,8   |

In 2002 bedroeg het gemiddelde inkomen per inwoner 1414,42 zł.

## Administratieve plaatsen (sołectwo)
Antoniki, Bałaje, Basznia Dolna, Basznia Górna, Borowa Góra, Budomierz, Dąbków, Dąbrowa, Hurcze, Huta Kryształowa, Karolówka, Krowica Hołodowska, Krowica Lasowa, Krowica Sama, Lisie Jamy, Młodów, Mokrzyca, Opaka, Piastowo, Podlesie, Szczutków, Tymce, Wólka Krowicka, Załuże.